# Henri Loevenbruck

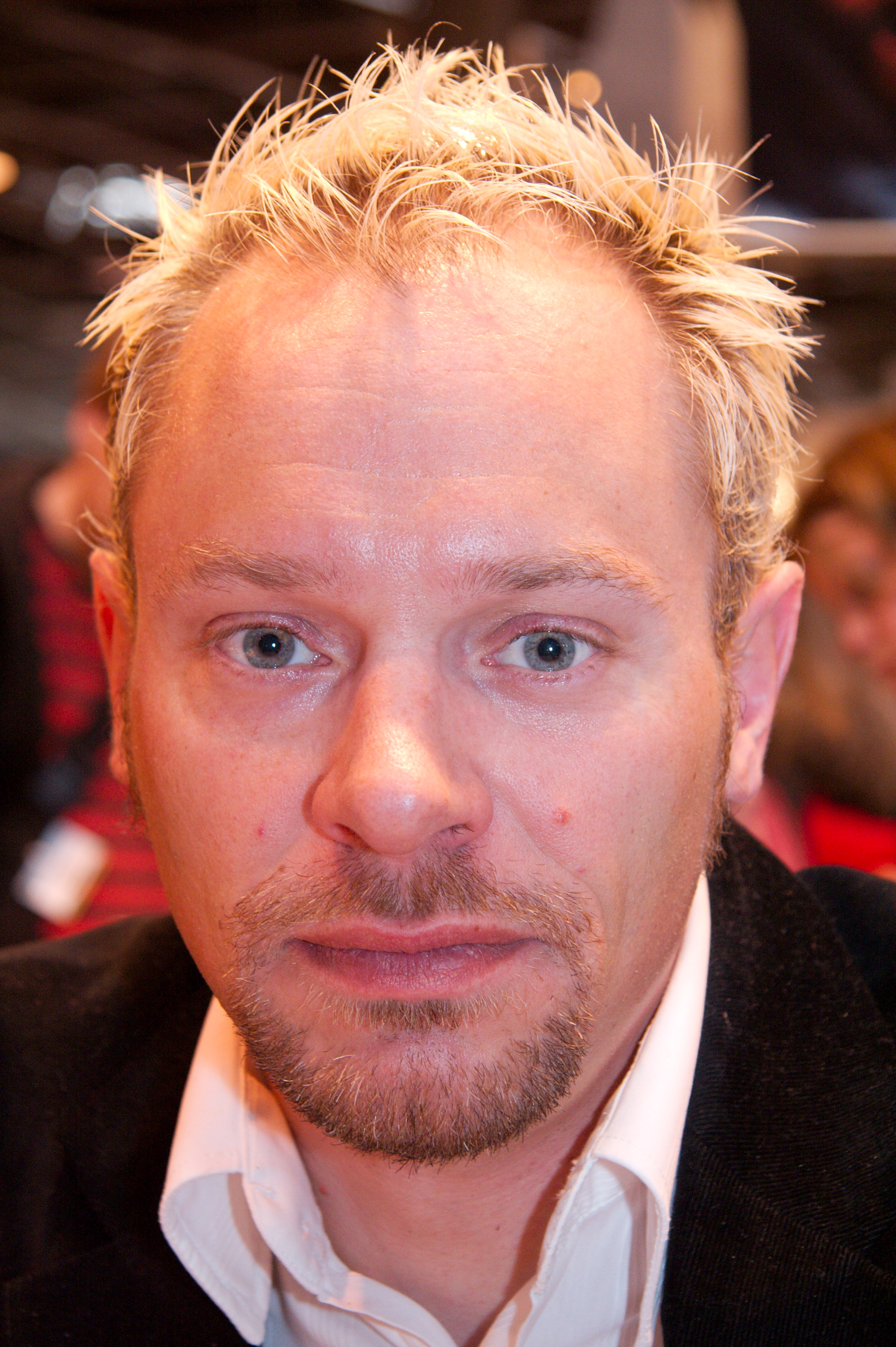
Henri Lœvenbruck beim Salon du livre 2008 in Paris

Henri Lœvenbruck (* 1972 in Paris) ist ein französischer Fantasy-Autor.
Loevenbruck studierte an der Universität Sorbonne in Paris englische sowie amerikanische Literatur. Nach Abschluss seines Studiums lebte er für einige Jahre in Canterbury. Nach seinem Aufenthalt in Canterbury kehrte er nach Paris zurück. Er arbeitete für einige Jahre als Journalist. In den 1990er Jahren gründete er das Science-Fiction Magazine. Nachdem er den Posten als Chef-Redakteur mehrere Jahre ausübte, begann er selbst mit dem Schreiben von Büchern.
Zusammen mit seiner Frau und seinen zwei Kindern lebt er in einem Vorort von Paris.

## Werke

### Das Geheimnis der weißen Wölfin - La Moïra
- Der Ring, 2006, ISBN 978-3-442-24383-9, La Louve et l'enfant, 2003
- Die Schrift, 2007, ISBN 978-3-442-24390-7, La Guerre des Loups, 2004
- Die Prophezeiung, 2007, ISBN 978-3-442-24393-8, La Nuit de la Louve, 2004

### Gallica
- Die Stimme der Wölfe, 2008, ISBN 3-442-26600-9, Le Louvetier, 2004
- Die Stimme der Nebel, 2009, ISBN 3-442-26601-7, La Voix des Brumes, 2004
- Die Stimme der Welt, 2009, ISBN 3-442-26602-5, Les Enfants de la veuve, 2005

### La Moïra, édition jeunesse
- Le Chemin de la louve, 2006
- La Fille de la terre, 2006
- Les Trois prophéties, 2007
- Le Secret de Mont-Tombe, 2007

### Ari Mackenzie
- Das verschollene Pergament, 2011, ISBN 3-426-50236-4, Le Rasoir d’Ockham, 2008
- Die Kathedrale des Bösen, 2012, ISBN 3-426-50788-9, Les Cathédrales du vide, 2009

### Einzelromane
- Les Post-humains, 1998 (als Philippe Machine)
- Das Jesusfragment, 2003, ISBN 3-426-62837-6, Le Testament des siècles
- Das Kopernikus-Syndrom, 2008, ISBN 978-3-426-63814-9, Le Syndrome Copernic